# フーネス
フーネス（伊: Funes; 独: Villnöß フィルネース）は、イタリア共和国トレンティーノ＝アルト・アディジェ州ボルツァーノ自治県にある、人口約2,600人の基礎自治体（コムーネ）。

## 地理

### 位置・広がり

#### 隣接コムーネ

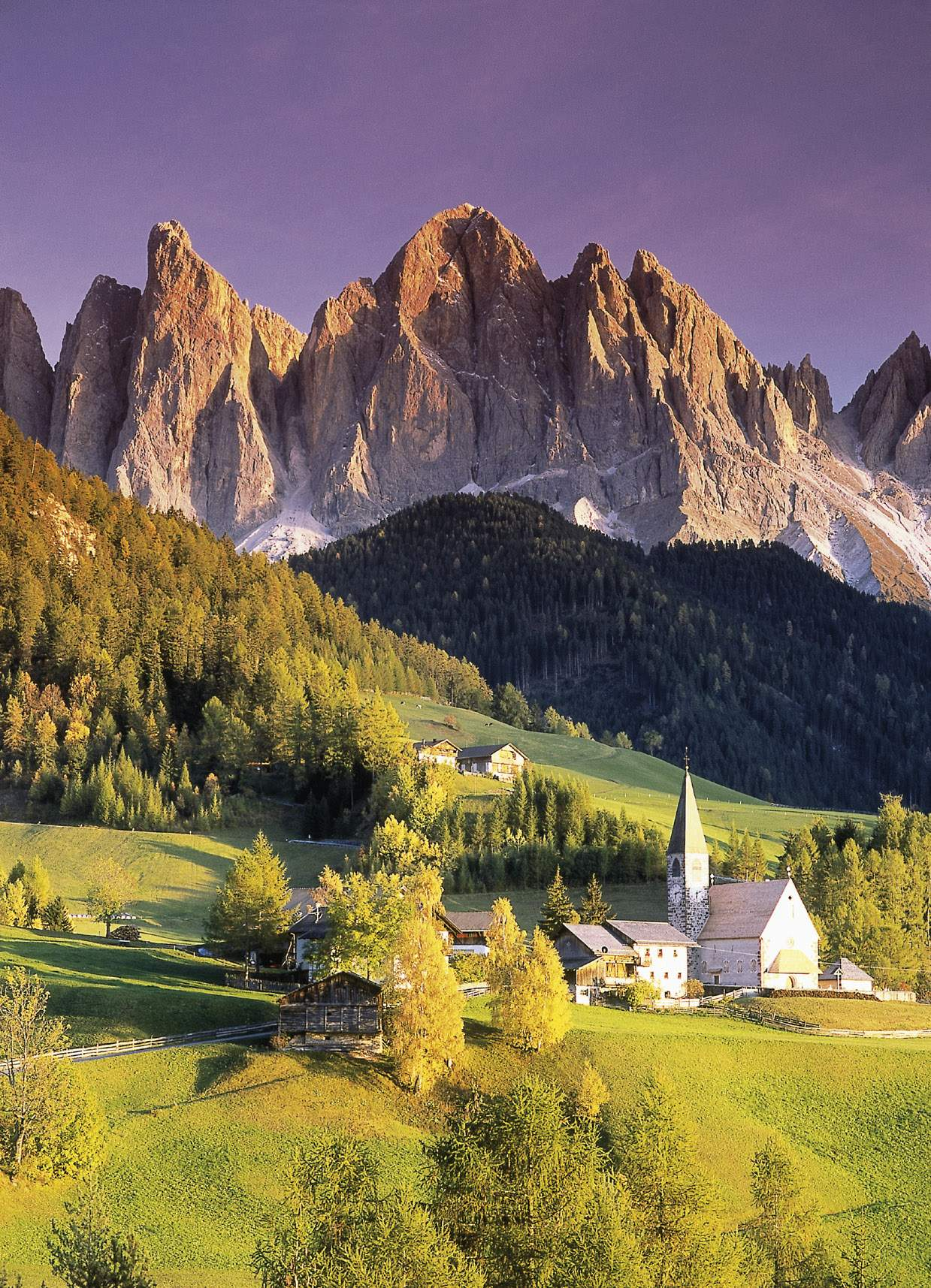
Funes-Villnöss

隣接するコムーネは以下の通り。
- ブレッサノーネ
- キウーザ
- ライオーン
- オルティゼーイ
- サン・マルティーノ・イン・バディーア
- サンタ・クリスティーナ・ヴァルガルデーナ
- ヴェルトゥルノ

## 行政

### 分離集落
フーネスには、以下の分離集落（フラツィオーネ）がある。
- Colle (Coll), Pardell, San Giacomo (St. Jakob), San Pietro (St. Peter) (sede comunale), Santa Maddalena (Sankt Magdalena), San Valentino (St. Valentin), Tiso (Teis)

## 住民

### 言語
| 言語集団調査（2011年） | 言語集団調査（2011年） | 言語集団調査（2011年） | 言語集団調査（2011年） | 言語集団調査（2011年） |
| ---------------------- | ---------------------- | ---------------------- | ---------------------- | ---------------------- |
|                        |                        |                        |                        |                        |
| ドイツ語               | ドイツ語               |                        | 97.69%                 | 97.69%                 |
| イタリア語             | イタリア語             |                        | 1.99%                  | 1.99%                  |
| ラディン語             | ラディン語             |                        | 0.32%                  | 0.32%                  |

2011年に行われた、住民がドイツ語・イタリア語・ラディン語のいずれの「言語集団」に属するかの調査によれば（ボルツァーノ自治県#言語集団調査参照）、住民の約98%がドイツ語話者である。

## 人物

### ゆかりの人物
- ラインホルト・メスナー - 登山家・冒険家・作家。ブレッサノーネ生まれ、フーネス育ち。